# Palazzo dei Bardelli
Palazzo dei Bardelli è un edificio civile del centro storico di Firenze, situato in via dei Conti 9.

## Storia
Si tratta di un edificio dei primi del Seicento, che tuttavia conserva vari elementi relativi a una più antica costruzione quattrocentesca. Per quanto riguarda la storia dei passaggi di proprietà così annota Marcello Jacorossi: "La casa faceva parte del ceppo di fabbricati che appartenevano, fin da tempo remoto, ai Guasconi. Nella seconda metà del XV secolo questa casa pervenne ai Carnesecchi, e Amerigo Carnesecchi la vendette nel 1488 a Piero Filippo Mascalzoni". Per ragioni di certi crediti verso la famiglia di quest'ultimo, passò a Raffaello di Battista Strozzi nel 1498. Poco dopo pervenne alle monache di San Vincenzo di Prato, dalle quali l'acquistò, nel 1558, Domenico di Raffaello Bardelli. 
I Bardelli ridussero il palazzo nella forma presente e, da loro, a metà del XVIII secolo, passò ai Buti delle Ruote che ne erano in possesso anche alla metà dello scorso secolo. Dal 2005 al 2012 l'immobile è stato interessato da un cantiere teso alla sua ristrutturazione in modo da adibire l'edificio a esercizio alberghiero (Hotel Number Nine) su progetto dell'architetto Massimo Pierattelli.

## Descrizione
Complessivamente il prospetto si articola su cinque assi per quattro piani. Tra le finestre del primo piano sono sei ferri portabandiera in ferro battuto che adornavano la facciata antica. Sulla chiave della porta è uno scudo con un'arme molto erosa che la letteratura dice riconducibile ai Bardi delle Ruote. Negli interni alcune delle attuali camere conservano soffitti con pitture ottocentesche. Un piccolo cortile, porticato su un lato, mostra colonne e membrature in pietra serena, con capitelli tuscanici databili tra Quattro e Cinquecento.